# Castanotherium bosei
Castanotherium bosei är en mångfotingart som beskrevs av Pocock 1895. Castanotherium bosei ingår i släktet Castanotherium och familjen Zephroniidae. Inga underarter finns listade i Catalogue of Life.